# District de Buyende
Le district de Buyende est un district d'Ouganda. Il est situé au sud du lac Kyoga. Sa capitale est Buyende.

## Histoire

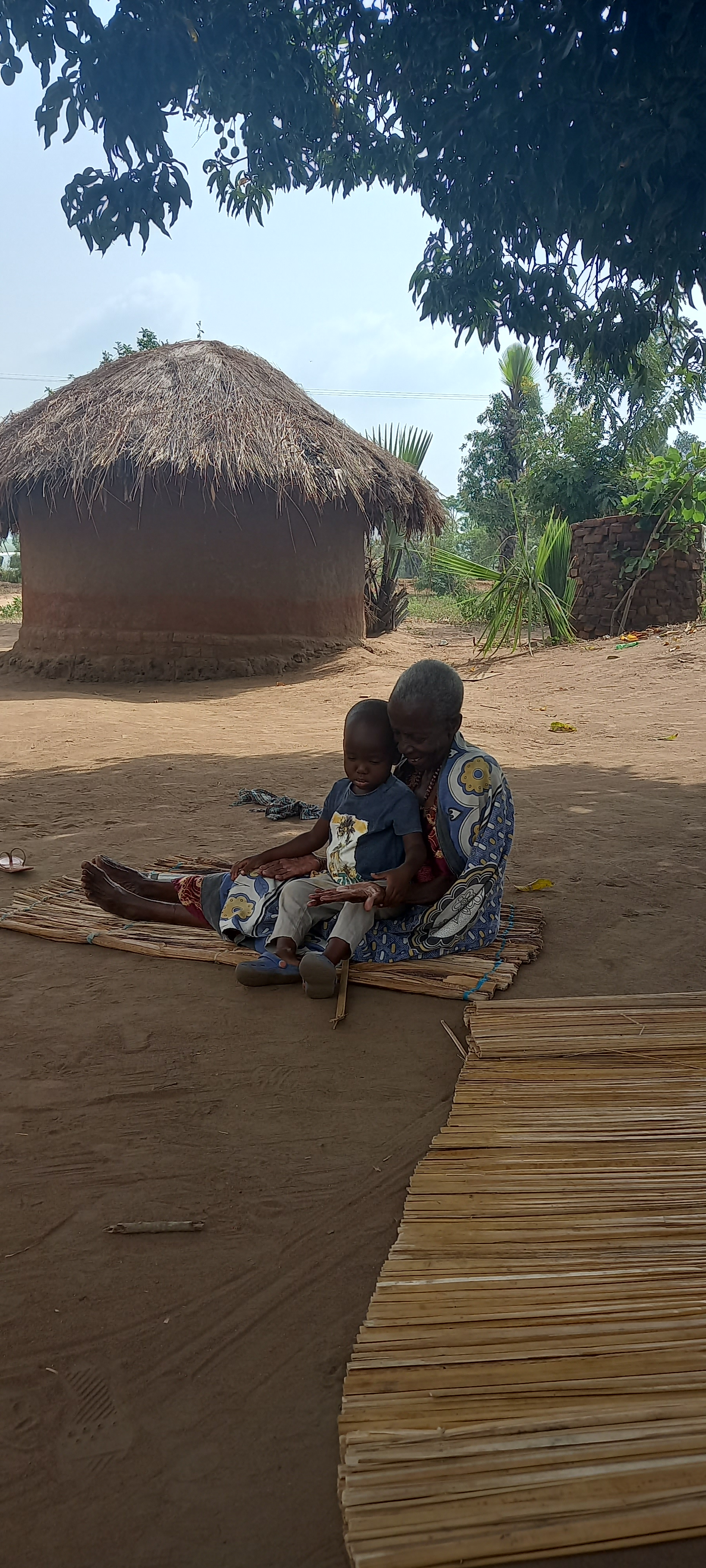
Habitat dans le sous-comté d'Irundu.

Ce district a été créé en 2010 par séparation de celui de Kamuli.